# Ankylopteryx (Ankylopteryx) overlaeti
Ankylopteryx (Ankylopteryx) overlaeti is een insect uit de familie van de gaasvliegen (Chrysopidae), die tot de orde netvleugeligen (Neuroptera) behoort. 
Ankylopteryx (Ankylopteryx) overlaeti is voor het eerst wetenschappelijk beschreven door Navás in 1936.